# Rio Guaporé (Rio Grande do Sul)
O rio Guaporé é um curso de água do estado do Rio Grande do Sul, Brasil. É afluente da margem direita do rio Taquari. Seu principal afluente é o rio Pulador, também recebendo as águas do rio Marau. Sua foz está situada entre os municípios de Encantado e Muçum.